# Мария Анна Виктория Баварская
Мария Анна Кристина Виктория Баварская (нем. Maria Anna Christine Victoria von Wittelsbach, Herzogin zu Bayern und Pfalzgräfin bei Rhein; 28 ноября 1660, Мюнхен — 20 апреля 1690, Версаль) — супруга Людовика Великого Дофина, сына и наследника короля Франции Людовика XIV.

## Происхождение
Мария Анна Кристина Виктория была старшей дочерью курфюрста Баварии Фердинанда Марии (1636—1679) и его жены принцессы Генриетты Аделаиды Савойской (1636—1676). По линии матери она была внучкой герцога Савойского Виктора Амадея I и Марии Кристины Французской, которая была второй дочерью короля Франции Генриха IV и Марии Медичи.

## Биография
Родилась в Мюнхене. Мария Анна Виктория была очень близка к своей матери, которая умерла в 1676 году. Принцесса выросла, видя строительство Нимфенбурга, начавшееся в 1664 году после рождения её брата Максимилиана. Также её братом и сестрой были Иосиф Клеменс Баварский и Виоланта Беатриса, супруга Фернандо Медичи. Готовясь к роли будущей королевы Франции, Мария Анна Виктория получила приличное образование. Она говорила на нескольких языках, а именно родном немецком, а также французском, итальянском и латинском.
Мария Анна Виктория была обручена с дофином Людовиком в возрасте восьми лет в 1668 году. Её будущий муж был её троюродным братом. Заочная церемония состоялась в Мюнхене 28 января 1680 года, свадьба — 7 марта. Мария Анна Виктория была первой дофиной Франции со времён Марии Шотландской, вышедшей замуж за Франциска II в 1558 году.
После прибытия во Францию она стала второй по значимости женщиной при дворе после своей свекрови, Марии Терезии Испанской. Королева умерла в июле 1683 года, что позволило Марии Анне занять высшее место в иерархии в Версале. По существу, она стала наиболее знатной женщиной при дворе. Король ждал, что она будет выполнять функции первой дамы королевства. Но плохое здоровье сделало её непригодной для таких обязанностей, и она потеряла доверие короля, который считал, что дофина не выполняет свой долг.
У мужа Марии Анны появились любовницы, а она стала вести замкнутый образ жизни, проводя время в своих апартаментах. Там она говорила со своими друзьями на немецком языке, который её муж не мог понять. Она была дружна с Елизаветой Шарлоттой Пфальцской, женой герцога Филиппа Орлеанского, (младшего брата Людовика XIV) и, следовательно, невесткой короля. Мария Анна Виктория страдала депрессией из-за того, что считала себя некрасивой.
Мария Анна Виктория умерла в 1690 году от туберкулёза. Дофина была похоронена в королевской базилике Сен-Дени.

## Дети
- Людовик, герцог Бургундский (16 августа 1682 — 18 февраля 1712) — умер при жизни деда и не царствовал (отец Людовика XV);
- Филипп, герцог Анжуйский (19 декабря 1683 — 9 июля 1746) — с 1700 года король Испании (Филипп V), основатель испанской ветви Бурбонов;
- Карл, герцог Беррийский и Алансонский (31 июля 1686 — 5 мая 1714) — граф де Пуатье, женился на своей двоюродной сестре Марии Луизе Елизавете Орлеанской, умер бездетным.

## Образ Марии в кино
- Путь короля / L’allée du roi (Франция; 1996) режиссёр Нина Компанеец, в роли Марии Беатрис Роман.